# Karl Funk von Senftenau (General)
Karl Funk von Senftenau (* 1744 in Ansbach; † 1806) war ein deutsch-österreichischer Generalmajor und Feldmarschall-Leutnant.

## Leben
Er war Angehöriger des schwäbischen Adels- und Patriziergeschlechts Funk von Senftenau. In jungen Jahren trat er in die Reichs-Artillerie ein, kämpfte darauf im Siebenjährigen Krieg und wurde mit 20 Jahren zum Hauptmann befördert. Noch vor Ausbruch des Türkenkriegs avancierte er zum Oberstleutnant im 3. Regiment. Für seine Verdienste bei der Belagerung von Belgrad erhielt Funk 1790 als Artillerie-Oberst das Ritterkreuz des Militär-Maria-Theresia-Ordens. 1793 avancierte er zum Generalmajor und 1797 zum Feldmarschall-Leutnant.  1793/94 übernahm er im Ersten Koalitionskrieg das Kommando der Artillerie am Rhein. 1800 pensioniert, stand er bis zu seiner endgültigen Dienstquittierung am 1. Mai 1805 in kaiserlichen Diensten. 